# Kunitaka Sueoka
Kunitaka Sueoka (jap. 末岡 圀孝, Sueoka Kunitaka; * 1. Februar 1917 in der Präfektur Hiroshima; † 10. November 1998) war ein japanischer Fußballspieler.

## Nationalmannschaft
1940 debütierte Sueoka für die japanische Fußballnationalmannschaft.